# Nigidius endrodi
Nigidius endrodi is een keversoort uit de familie vliegende herten (Lucanidae). De wetenschappelijke naam van de soort is voor het eerst geldig gepubliceerd in 1973 door Gomez Alvez.